# 대동여자중학교
대동여자중학교(大同女子中學校)는 대한민국 강원특별자치도 횡성군 횡성읍 읍하리에 있는 사립 중학교이다.

## 학교 연혁
- 1949년 10월 7일 : 대동여자 초급중학교 설립
- 1949년 11월 6일 : 개교 초대 교장 고흥석
- 1951년 3월 20일 : 대동여자중학교로 교명 변경
- 1964년 1월 31일 : 학교법인 대동여학원으로 인가
- 2022년 12월 30일 : 제72회 졸업식(95명 졸업, 졸업생 누계 8,649명)
- 2023년 3월 2일 : 입학식(신입생 96명)
- 2023년 9월 1일 : 제13대 김형중 교장 취임

## 참고 자료
- 대동여자중학교 - 한국교육학술정보원 학교알리미